# Vitaliano Trevisan
Vitaliano Trevisan (Sandrigo, 12 dicembre 1960 – Crespadoro, 7 gennaio 2022) è stato uno scrittore, attore, drammaturgo, regista teatrale, librettista e sceneggiatore italiano.

## Biografia
Trevisan nasce a Sandrigo, nel Vicentino, nel 1960. Dopo una giovinezza trascorsa come impiegato nel settore edilizio e dell'arredamento, si dedica a lavori più manuali fino ad approdare alla letteratura. Dopo alcune prove letterarie di buona levatura, raggiunge il successo nazionale e la notorietà nel 2002 con il romanzo I quindicimila passi, apprezzato dalla critica, che racchiude i pensieri di un uomo, Thomas, dalle mille fobie e dai meccanici comportamenti ossessivo-compulsivi. Il libro ha ricevuto il Premio Lo Straniero e il premio Campiello Francia 2008 (terza edizione del premio Campiello Europa).
Nel 2003 è l'attore protagonista, nonché tra gli sceneggiatori, del film Primo amore di Matteo Garrone, girato a Vicenza, presentato in concorso al 54º Festival di Berlino. È attore nel film Riparo di Marco Simon Puccioni (miglior film al festival di Annecy nel 2007), oltre che nel film Dall'altra parte del mare di Jean Sarto. Nel 2009 ha un importante ruolo nella serie televisiva R.I.S. Roma - Delitti imperfetti di Fabio Tagliavia. Nel 2016 è co-protagonista del film Senza lasciare traccia diretto da Gianclaudio Cappai.
I suoi testi teatrali sono stati messi in scena da Valter Malosti, Renato Chiocca e Toni Servillo; pubblicati da Einaudi i Due monologhi, ossia Oscillazioni e Solo RH, portato in scena nell'edizione del Festival delle Mura 2007 da Roberto Herlitzka. Nel 2012 il regista Michele Angrisani scrive il copione di uno spettacolo teatrale liberamente tratto dal romanzo Il ponte. Un crollo; questo verrà poi portato in scena dalla compagnia teatrale Il Canovaccio, per la regia di Antonello Pagotto e con Diego De Francesco nella parte del protagonista.
Nell'anno 2016 realizza il romanzo autobiografico Works in cui, attraverso il racconto di diversi lavori svolti nel corso della propria vita, nonché alcune proprie vicissitudini personali, dipinge un vasto affresco del corrotto e furbesco mondo del lavoro italiano, nonché, più in generale, della società italiana tra la fine degli anni Settanta e l'inizio degli anni Zero. Il romanzo, votato tra i dieci migliori romanzi del ventennio 2000-2019 dai 600 addetti ai lavori interpellati dalla rivista "L'indiscreto" per il suo canone, dove peraltro Trevisan è tra i pochi autori a figurare con più di un titolo, è stato oggetto di sei ristampe e di una "edizione ampliata", con un brano inedito in chiusura, nel 2022.
Nel settembre 2017, per la produzione del Teatro di Roma, un suo testo viene inserito nel progetto collettivo Ritratto di una nazione, in cui assieme a Trevisan partecipano altri drammaturghi italiani come Michela Murgia e Marco Martinelli, progetto con la regia di Fabrizio Arcuri. Nel 2017 vince il Premio Riccione con Il delirio del particolare. Ein Kammerspiel, andato poi in scena a Brescia, Palermo, Trieste e Milano con la regia di Giorgio Sangati e Maria Paiato in veste di attrice protagonista a fine 2021. Già nella precedente edizione del premio (2015) aveva ottenuto la "Menzione Franco Quadri" con Cerchio rosso. Studio per un affresco.
La sua ultima apparizione in video avviene nel 2021, nel film documentario La Rua. La magia di Vicenza, di Daniele Cazzola, in cui Trevisan recita la parte del Giano Bifronte, anche da coautore del ruolo da lui interpretato. A ottobre viene sottoposto a un accertamento sanitario obbligatorio, e passa dieci giorni al reparto di psichiatria dell'ospedale di Montecchio Maggiore. A gennaio 2022, nella sua casa di Crespadoro, dopo aver scritto a penna un foglietto di spiegazioni si autoinfligge un'overdose di psicofarmaci. Vedendo il suo cane abbandonato in giardino, un vicino chiama i carabinieri, i quali trovano il corpo senza vita di Trevisan.

## Opere

### Narrativa
- Un mondo meraviglioso. Uno standard, Roma, Theoria, 1997, ISBN 88-241-0522-X (riedizione Torino, Einaudi, 2003, ISBN 978-88-061-6561-1).
- I quindicimila passi. Un resoconto, Torino, Einaudi, 2002, ISBN 978-88-061-6199-6.
- Il ponte. Un crollo, Collana Stile Libero, Torino, Einaudi, 2007, ISBN 978-88-061-7639-6.
- Works, Torino, Einaudi, 2016; nuova edizione ampliata, 2022, ISBN 978-88-062-5429-2.
- Black Tulips, Torino, Einaudi, 2022, ISBN 978-88-062-1108-0.
- Trilogia di Thomas, postfazione di Emanuele Trevi, Torino, Einaudi, 2024, ISBN 978-88-062-6351-5 (contiene Un mondo meraviglioso, I quindicimila passi e Il ponte).

### Raccolte di prose
- Trio senza pianoforte, Editrice Veneta, 1995, ISBN 978-88-844-9043-8; con Oscillazioni, Roma, Theoria, 1998, ISBN 978-88-241-0599-6.
- Standards vol. I, Milano, Sironi, 2002, ISBN 978-88-518-0005-5.
- Shorts, Torino, Einaudi, 2004, ISBN 978-88-061-6811-7. Premio letterario Piero Chiara[12]
- Wordstar(s). Trilogia alla memoria, Milano, Sironi, 2004, ISBN 978-88-518-0036-9.
- Grotteschi e arabeschi, Torino, Einaudi, 2009, ISBN 978-88-061-9343-0.

### Testi teatrali
- Il lavoro rende liberi (2005)
- Oscillazioni (2006)
- Solo RH (2007)
- 3 drammi brevi (2008), contiene Fulvio Falzarano non compra nulla ma viene a prendere un caffè con me, La scrittura del territorio e Fulvio Falzarano e Pierluigi Cecchin da Righetti.
- Una notte in Tunisia (2011)
- Cerchio rosso. Studio per un affresco (2015)
- Il delirio del particolare. Ein Kammerspiel (2020), vincitore del Premio Riccione nel 2017.

### Libretti
- Note sui sillabari (2007)
- Madre con cuscino (2009)

### Saggi
- Tristissimi giardini, Collana Contromano, Roma-Bari, Laterza, 2010, ISBN 978-88-420-9029-8.
- Billy Budd, Billy Budd. An inside reading, Mantova, Oligo, 2022, ISBN 978-88-857-2389-4.

## Regie teatrali
- Oscillazioni (2006)
- Note sui sillabari (2007)
- 3 drammi brevi (2008)
- Madre con cuscino (2009)

## Filmografia

### Attore
- Primo amore, regia di Matteo Garrone (2004)
- Still Life, regia di Filippo Cipriano (2005)
- Questioni di pelle, regia di Giorgio Bombieri e Bibi Bozzato (2006)
- Riparo, regia di Marco Simon Puccioni (2007)
- Dall'altra parte del mare, regia di Jean Sarto (2009)
- Nel nome del male, regia di Alex Infascelli (2009), miniserie tv
- R.I.S. Roma - Delitti imperfetti, regia di Fabio Tagliavia - serie TV, episodio 1x10 e 1x11 (2010)
- C'era una volta la città dei matti..., regia di Marco Turco (2010), miniserie tv
- Cose dell'altro mondo, regia di Francesco Patierno (2011)
- Senza lasciare traccia, regia di Gianclaudio Cappai (2016)
- Non uccidere, regia di Lorenzo Sportiello - serie TV, episodio 2x05 (2017)
- Finché c'è prosecco c'è speranza, regia di Antonio Padovan (2017)
- Effetto domino, regia di Alessandro Rossetto (2019)
- Sole, regia di Carlo Sironi (2019)
- Il grande passo, regia di Antonio Padovan (2019)
- La Rua. La magia di Vicenza, regia di Daniele Cazzola e Davide Fiore (2021)

### Sceneggiatore
- Primo amore, regia di Matteo Garrone (2004)
- Still Life, regia di Filippo Cipriano (2005)